# Jewgeni Wladimirowitsch Luschnikow
Jewgeni Wladimirowitsch Luschnikow (russisch Евгений Владимирович Лушников; * 2. März 1976 in Tscheljabinsk, Sowjetunion) ist ein ehemaliger russischer Handballspieler.
Jewgeni Luschnikow begann mit dem Handballspiel in seiner Heimatstadt Tscheljabinsk. 1994 ging der 2 m große Kreisläufer nach Moskau, zunächst zu Unist, später zu ZSKA Moskau. Mit letzteren gewann er 2000 sowie 2001 die russische Meisterschaft, bevor sich der Verein in Medwedi Tschechow umbenannte. Luschnikow gewann noch 2002, 2003 sowie 2004 die Meisterschaft, bevor er 2004 ins Ausland zum ungarischen Serienmeister MKB Veszprém wechselte. Mit den Männern vom Plattensee gewann er 2005, 2006 und 2008 die ungarische Meisterschaft sowie 2005 und 2007 den ungarischen Pokal. 2008 gewann er mit Veszprém den Europapokal der Pokalsieger. 2011 ging er zurück in seine Heimat.
Jewgeni Luschnikow hat 21 Länderspiele für die russische Nationalmannschaft bestritten, nahm mit Russland aber nie an einem großen Turnier teil. Da er 2004 gegen den Willen von Wladimir Maximow, Trainer von Tschechow und gleichzeitig russischer Nationaltrainer, nach Ungarn wechselte, wurde er seitdem nie mehr ins Nationalteam berufen.